# Renault Kerax

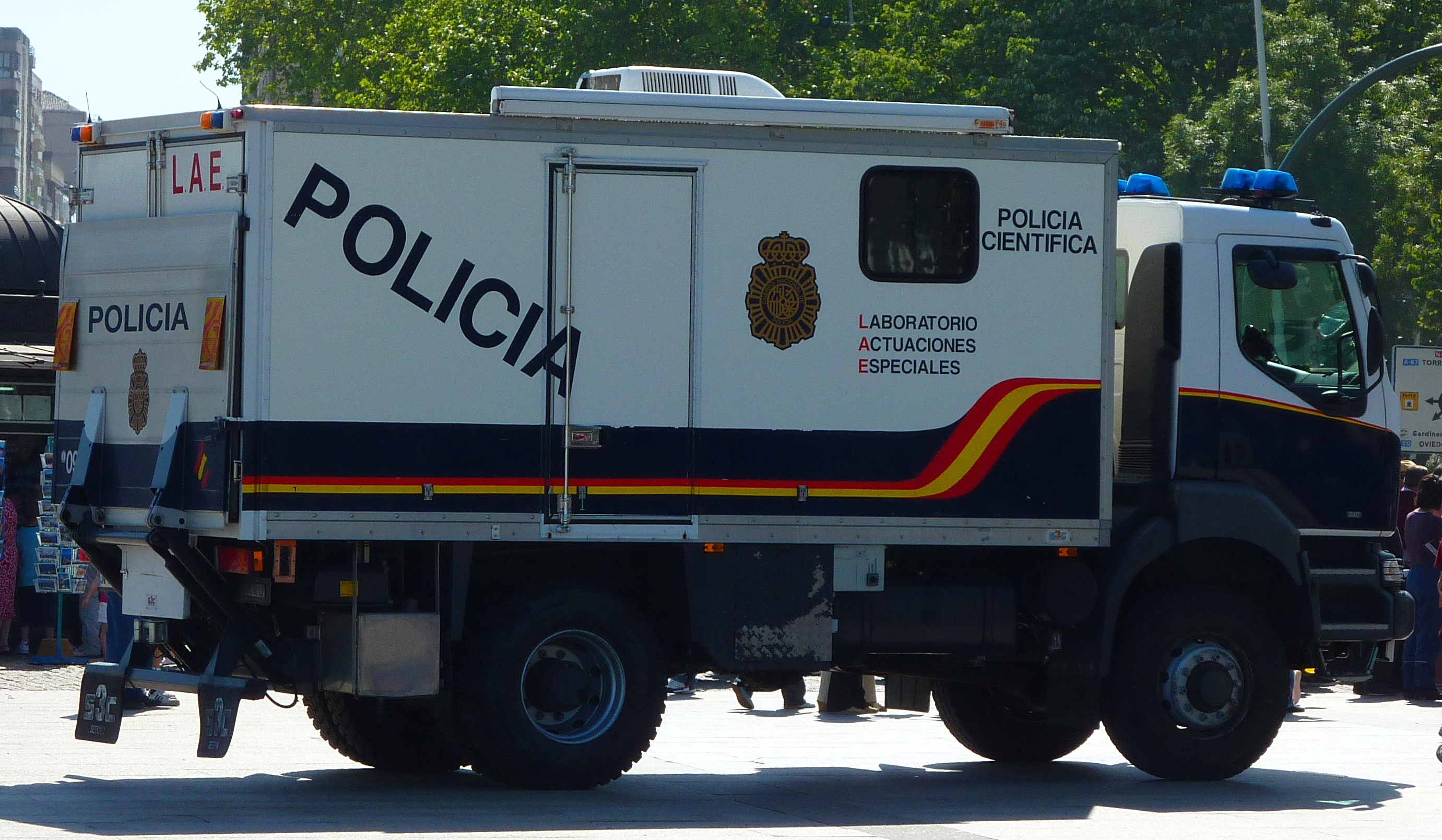
Renault Kerax 4x4 Laboratorio de Actuaciones Especiales de la Policía Científica del Cuerpo Nacional de Policía.

El Renault Kerax es un camión fabricado por Renault Trucks y comercializado en la red de concesionarios de Renault Trucks. Es un vehículo dedicado a la construcción y a la obra pública: desde los trabajos auxiliares de las obras (hormigón, transporte con volquete, recogida y distribución rurales, recogida de residuos industriales...) hasta las aplicaciones más severas: excavaciones, explotación de canteras, transporte de maquinaria,...

## Motores
Disponibles desde 370 a 500 CV, la nueva generación de motores DXi11 y DXi13 ofrecen mayor potencia y par que versiones anteriores.
El DXi11 está disponible en potencias de 370, 410 y 450 CV, con un par de hasta 2140 Nm entre 1100 y 1300 r. p. m.

## Cajas de cambio
Mecánicas o robotizadas, las cajas de cambio del Renault Trucks Kerax han sido diseñadas para sacar el mejor partido a los motores DXi.

### Cajas mecánicas ZF
Están todas equipadas de serie con el mando por cable y el sistema de asistencia neumática Servoshift:
* Más ligero que un mando por barras.
* Un 75% de esfuerzo menor para el conductor.
* Sin salto de velocidades.
* Filtración de las vibraciones.
* Mejora del consumo.

La Super H, superposición de las velocidades 1/4 y 5/8, permite desdoblar las relaciones para aprovechar mejor la potencia del motor, optimizando el consumo, y aumentando la ergonomía y la seguridad.

### Cajas automatizadas
Denominadas Optidriver+ y en opción para los vehículos con el motor DXi11 con mando en el volante, disponen del cambio de velocidades más rápido del mercado. Cualquiera que sea la aplicación y el tipo de recorrido, tienen en cuenta la carga y el tipo de recorrido (incluso si el vehículo sube o baja) y engranan la relación más adecuada. Optimanzando el rendimiento del motor, permite consumir menos combustible.
Las cajas automatizadas Optidriver+ protegen al motor de regímenes elevados y permiten una reducción del desgaste importante con relación al embrague mecánico. Disponen de nuevas prestaciones espacialmente desarrolladas para aplicaciones mixtas:
* Modo obra con interruptor en el salpicadero.
* Modo neutro automático.
* Modo Power para disponer (bajo demanda) de la potencia máxima y asegurar la movilidad del vehículo sobre terreno difícil.

## Frenado
Gracias a las nuevas funcionalidades que mejoran la seguridad, el mantenimiento y el confort de los conductores, el sistema de frenado del Renault Kerax se sitúa en la cumbre de la tecnología y sobrepasa ampliamente las normas más exigentes con una deceleración de 7 m/s2.

* Frenos de tambor en todos los ejes,
* Asistencia de frenado de urgencia
* Asistencia de arranque en pendiente.
* ABS y antipatinaje (ASR).
* EBS 5 de nueva generación.
En opción:
* Freno motor Optibrake: el mejor del mercado con 275 kW a 2300 rpm en el DXi11.
* Oferta completa de ralentizadores eléctricos e hidráulicos acoplados al sistema de frenado, para un mayor confort y seguridad (corte automático al acelerar, corte cuando se activa el ABS y conexión automática por el EBS que detecta las condiciones de adherencia de la ruta).
* Freno de estacionamiento sobre las ruedas trasera y delanteras en los vehículos de más de 60 Tm.

## Chasis y carrozado
La nueva generación de chasis ha sido modificada y su nueva forma, con una inclinación bajo la cabina menos acentuada y una estructura más ancha, ofrece todavía más homogeneidad y facilidad de carrozado.

* Vehículo más estable gracias a una nueva anchura del chasis (1.080 mm adelante y 850 mm atrás).
* Nueva configuración de los largueros con diferentes niveles de refuerzo según las utilizaciones y condiciones de circulación de los vehículos.
* Quiebro más avanzado situado bajo la cabina.
* Saliente delantero del chasis de 1.120 mm.
* Pretaladrado que permite desplazar el travesaño trasero del chasis sobre los largueros y ajustar el saliente trasero a la longitud de la carrocería.
* Todos los vehículos rígidos están equipados con soportes de amarre del falso chasis, que facilitan el trabajo de los carroceros (placas, soportes,...).
* Kit de tornillería para los carroceros que permite facilitar el montaje del falso chasis asegurando un montaje de calidad.
Una interfaz electrónica dedicada a los carroceros les permite conectar muy fácilmente la electrónica de la carrocería a la del vehículo. Esta opción permite, entre otras cosas, la regulación del régimen de la toma de fuerza. La Asociación con el ECS (calculador electrónico de la suspensión) activa la inhibición de la regulación de la altura de la carrocería y el "arrodillamiento" de la suspensión.

## Costos de explotación
Para responder a la norma Euro4 y anticipar Euro5, Renault Trucks ha elegido la tecnología SCR:
* Reducción del consumo de combustible del 5% con relación a la media de los vehículos Euro 3 y a los vehículos Euro 4 con EGR.
* Optimización de los costos de mantenimiento.
* Sin mantenimiento específico del sistema SCR.
* Sin necesidad de un aceite de motor específico (como el caso de los motores con EGR).
* Sin impacto sobre los intervalos de cambio de aceite.
* Duración de la tecnología SCR idéntica a la del vehículo.
* Insensibilidad a la calidad del combustible.
* Fiabilidad: el sistema SCR es simple y ampliamente experimentado.
* Se cumple la norma Euro 5 desde ya.

Reducción de los costos de mantenimiento:
* Intervalos de cambio de aceite motor hasta 100.000 km con aceites Renault Trucks Oils.
* Mantenimiento facilitado de los puentes (primer cambio suprimido), cambio de aceite cada 240.000 km en utilización estándar o 120.000 km en utilización severa con aceites Renault Trucks Oils.
Renault Premium Lander se complementa con el Renault Kerax para el ámbito de las obras y se propone, además, con una oferta de servicios extendidos (extensión de garantía o Expandys, contrato de mantenimiento o Start&Drive, etc.) y sus usuarios beneficiarse del saber-hacer de una vasta red de reparadores especializados: 1150 talleres Renault Trucks en Europa.
- Datos: Q744688
- Multimedia: Renault Kerax / Q744688